# Epic Games Store
A Epic Games Store é uma loja de distribuição de jogos eletrônicos para Microsoft Windows e macOS operada pela Epic Games. Foi lançada em dezembro de 2018 em forma de website e aplicativo, necessário para baixar e jogar jogos. A loja tem um catálogo básico, gerenciamento de lista de amigos, matchmaking e outras funcionalidades. A Epic Games tem planos futuros para a expansão de funcionalidades da loja, mas não pretende adicionar coisas como fóruns de discussão ou classificações de usuários, e em vez disso usar redes sociais já existentes.
A Epic entrou no mercado de distribuição depois do sucesso de Fortnite, que era distribuído pelos seus próprios meios para usuários de Windows ou macOS em vez de usar plataformas já existentes. O fundador e CEO da Epic Games, Tim Sweeney, disse que acha que a partilha de receita da Steam e a dominação de jogos da Valve de 30% era muito alta e sugeriu que eles podiam ter uma loja com uma taxa tão pequena como 8% e continuar lucrativo. No lançamento, a Epic Games definiu uma partilha de receita de 12% para jogos publicados na loja e uma redução de taxas de licenciamento para jogos feitos na Unreal Engine, normalmente 5% dos lucros.
A Epic Games atraiu desenvolvedores e publicadores oferecendo-lhes contratos de exclusividade temporária para publicar na sua loja em troca de um lucro mínimo garantido, mesmo que a Epic perca dinheiro em jogos que não corresponderam às expectativas. A empresa também oferece um ou dois jogos por semana. Mesmo a loja tendo sido considerada um sucesso, muitas críticas de usuários chegaram à Epic Games e desenvolvedores que escolheram ofertas de exclusividade, afirmando que estão segmentando o mercado.